# Европске професионалне фудбалске лиге
Европске професионалне фудбалске лиге је савез европских фудбалских лига. Састоји се од 24 стална члана и 8 помоћних чланова из 25 држава.

## Чланови

### Редовни
| Држава      | Такмичења | Примљена |                                                                     |
| ----------- | --- | --- | ------------------------------------------------------------------- |
| Аустрија    | Österreichische Fußball Bundesliga                                                                                | 2005 | Bundesliga Erste Liga                                               |
| Азербејџан  | Azerbaijan Professional Football League                                                                           | 2013 | Premier League I Division Cup Super Cup                             |
| Белгија     | Pro League | 2005 | Pro League Super Cup                                                |
| Данска      | Divionsforeningen                                                                                                 | 2005 | Superliga 1. division 2. division (Øst / Vest)                      |
| Енглеска    | The Premier League                                                                                                | 2005 | Premier League                                                      |
| Финска      | The Finnish Football League Association                                                                           | 2005 | Veikkausliiga Liigacup                                              |
| Француска   | Ligue de Football Professionnel                                                                                   | 2005 | Ligue 1 Ligue 2 Coupe de la Ligue Trophée des Champions             |
| Немачка     | DFL Deutsche Fußball Liga GmbH                                                                                    | 2005 | Bundesliga 2. Bundesliga                                            |
| Грчка       | Super League Greece                                                                                               | 2005 | Super League                                                        |
| Израел      | Israeli Professional Football Leagues                                                                             | 2014 | Premier League Liga Leumit                                          |
| Италија     | Lega Nazionale Professionisti Serie A                                                                             | 2005 Lega Serie A was established in 2010. The date of accession indicate the period during which the Lega was unified and the top two divisions of Italy, called Lega Calcio.</ref> | Serie A Coppa Supercoppa                                            |
| Казахстан   | Professional Football League of Kazakhstan                                                                        | 2015 | Premier League First League Cup Super Cup                           |
| Норвешка    | Norsk Toppfotball                                                                                                 | 2007 | Eliteserien 1. divisjon                                             |
| Холандија   | Eredivisie CV | 2005 | Eredivisie                                                          |
| Пољска      | Polish Professional Football League                                                                               | 2007 | Ekstraklasa Super Cup                                               |
| Португалија | Liga Portuguesa de Futebol Profissional                                                                           | 2005 | Primeira Liga Segunda Liga Taça da Liga                             |
| Румунија    | Liga Profesionistă de Fotbal                                                                                      | (2009–2011) 2014 | Liga 1 Cupa Ligii                                                   |
| Русија      | Russian Football Premier League                                                                                   | 2007 | Championship Super Cup                                              |
| Шкотска     | Scottish Professional Football LeagueAccording to the EPFL is a continuation of The Scottish Premier League</ref> | 2005 | Premiership Championship League 1 League 2 League Cup Challenge Cup |
| Србија      | Serbian Superliga                                                                                                 | 2010 | Super Liga                                                          |
| Шпанија     | Liga Nacional de Fútbol Profesional                                                                               | 2005 | La Liga Segunda División                                            |
| Švedska     | Föreningen Svensk Elitfotboll                                                                                     | 2005 | Allsvenskan Superettan                                              |
| Швајцарска  | Swiss Football League                                                                                             | 2005 | Super League Challenge League                                       |
| Украјина    | Ukrainian Premier League                                                                                          | 2009 | Championship Super Cup                                              |